# Cozzano
Cozzano é uma comuna francesa na região administrativa de Córsega, no departamento de Córsega do Sul. Estende-se por uma área de 25,59 km². 